# 336
Cette page concerne l'année 336  du calendrier julien. Pour l'année 336 av. J.-C., voir 336 av. J.-C. Pour le nombre 336, voir 336 (nombre).
L'année 336 est une année bissextile qui commence un jeudi.

## Événements
- 18 janvier : début du pontificat de Marc (fin le 7 octobre). Translation des reliques de saint Pierre de la voie appienne au Vatican[1].
- 23 janvier : translation des reliques de saint Paul de la via Ostiense à la basilique Saint-Paul-hors-les-Murs[1].
- Février-août : conciliabule de Constantinople. Ayant été condamné pour son attitude sans compromis envers les Ariens et les Mélétiens, Athanase en appelle à Constantin Ier. L'évêque arien Eusèbe de Nicomédie persuade l'empereur d'exiler Athanase à Trèves en Gaule. L'évêque nicéen Marcel d'Ancyre est déposé et exilé[2]
- 29 avril : loi pénalisant la bâtardise dans l'Empire romain[3].
- 25 décembre : première mention de la célébration de Noël à Rome à cette date[4].

- Hanniballianus, roi du Pont, marche vers l'est et rétablit l'autorité romaine sur l'Arménie[5].
- Ambassade indienne envoyée à Constantin, selon Eusèbe après le mariage de son fils Constance[6].

## Naissances en 336
- Richū, empereur du Japon (selon la tradition).

## Décès en 336
- 7 octobre : Marc (pape)[5].

- Arius, prêtre alexandrin, à l'origine de la doctrine chrétienne portant son nom, l'arianisme.